# Горелкин, Владимир Николаевич
Горелкин, Владимир Николаевич  — советский и российский учёный в области теоретической физики, доктор физико-математических наук (1982), профессор МФТИ. 

## Биография
Закончил МФТИ.
В 1968 г. защитил диссертацию на звание кандидата физико-математических наук по теме «Метод корреляционных функций в плоско-симметричной задаче о двойных электрических слоях» (спец. 01.00.00). 
В 1982 – докторскую по теме «Теория мюонного метода исследования вещества (MSR-метод)» (спец. 01.04.02).  
Труды Владимира Николаевича Горелкина в области исследования вещества мюонным методом получили мировую известность.
Итоги его исследований отражены более чем в 100 печатных трудах и учебных пособиях по теоретической физике для вузов (см. списки трудов).
Его преподавательская деятельность связана с кафедрой теоретической физики МФТИ, где он читал в разные годы едва ли не все основные курсы кафедры по теоретической физике. В.Н. Горелкин является автором нескольких учебных пособий, выступал и как популяризатор передовых достижений отечественной науки в брошюрах серии «Знание» (1986).

## Из библиографии
- Исследование свойств ферромагнитных и сверхпроводящих металлов мю-мезонным методом / В. Н. Горелкин, В. Ю. Милосердин, В. П. Смилга. — Ленинград : ЛИЯФ, 1976. — 55 с. : ил.; 20 см. — (АН СССР; № 270).
- Введение в физическую кинетику : Учеб. пособие / В. Н. Горелкин, В. П. Минеев; — М. : МФТИ, 1989. — 96 с. : ил.; 20 см.
- Избранные главы физической кинетики : Учеб. пособие / В. Н. Горелкин, В. П. Минеев; — М. : МФТИ, 1990. — 81,[2] с. : ил.; 20 см; ISBN 5-230-10784-7 : 50 к.
- Методы теоретической физики: учеб. пос. / В. Н. Горелкин. — Москва : МФТИ, 2010 20 см. Ч. 2: Статистическая физика и физическая кинетика. — 2010. — 151 с. : ил.; ISBN 978-5-7417-0369-4

## Диссертации
- Горелкин, Владимир Николаевич. Метод корреляционных функций в плоско-симметричной задаче о двойных электрических слоях : диссертация ... кандидата физико-математических наук : 01.00.00. - Москва, 1968. - 113 с. : ил.
- Горелкин, Владимир Николаевич. Теория мюонного метода исследования вещества (MSR-метод) : диссертация ... доктора физико-математических наук : 01.04.02. - Москва, 1982. - 261 с. : ил.

### Научно-популярные выступления
- В мире необычных атомов и ионов : (Мюонный метод в химии) / В. Н. Горелкин, В. П. Смилга. - М.: Знание, 1986. - 47,[1] с. : ил.; 24 см. - (Новое в жизни, науке, технике. Химия; 12/1986).